# Spiophanes soederstroemi
Spiophanes soederstroemi är en ringmaskart som beskrevs av Hartman 1953. Spiophanes soederstroemi ingår i släktet Spiophanes och familjen Spionidae. Inga underarter finns listade i Catalogue of Life.